# Maceracja węglowa

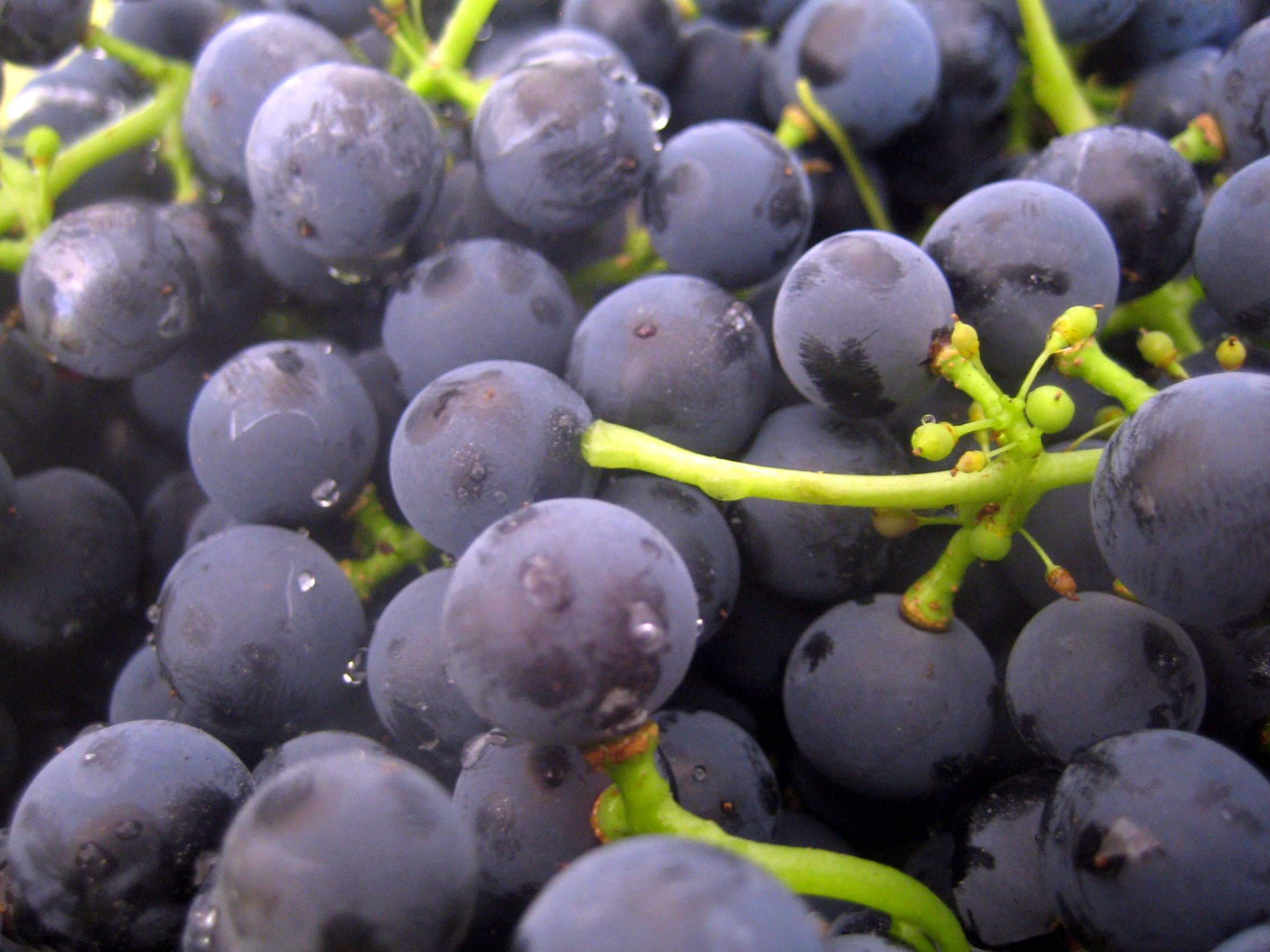
W maceracji węglowej fermentacja zachodzi wewnątrz każdego owocu

Maceracja węglowa – proces stosowany w winifikacji, podczas którego fermentacja rozpoczyna się wewnątrz całych winogron, bez ich zgniatania. Na masową skalę stosowany w regionie Beaujolais.
Typowa fermentacja alkoholowa zakłada zgniecenie owoców, w celu uwolnienia soku i miąższu ze skórek i fermentację moszczu. Proces maceracji węglowej powoduje sfermentowanie większości soku, kiedy jest on jeszcze w gronie, przy czym wymaga nieuszkodzonych winogron i stosowania zamkniętych pojemników. Owoce, które zostają zgniecione przez ciśnienie dwutlenku węgla podlegają dalej normalnej fermentacji. Ponieważ proces ten nie zajmuje dużo czasu, powstałe w ten sposób wino nadaje się do picia bardzo szybko od zbiorów, chociaż jego żywotność jest ograniczona. Uzyskane wino jest mocno owocowe, ma wyrazisty kolor i niską zawartość tanin. W przypadku beaujolais nouveau okres pomiędzy zbiorami a butelkowaniem może wynosić nawet mniej niż sześć tygodni.